# Joanna z Signy
Joanna z Signy OFS (ur. 1244, zm. 9 listopada 1307 w Signa) – włoska tercjarka franciszkańska, błogosławiona Kościoła katolickiego.
Była żoną ubogiego chłopa. Wcześnie owdowiała, po śmierci męża postanowiła spędzić resztę życia zamurowana w miejscowości Signa w Toskanii. Jej życzenie zostało spełnione – do końca życia przebywała w odosobnieniu.